# Schühut

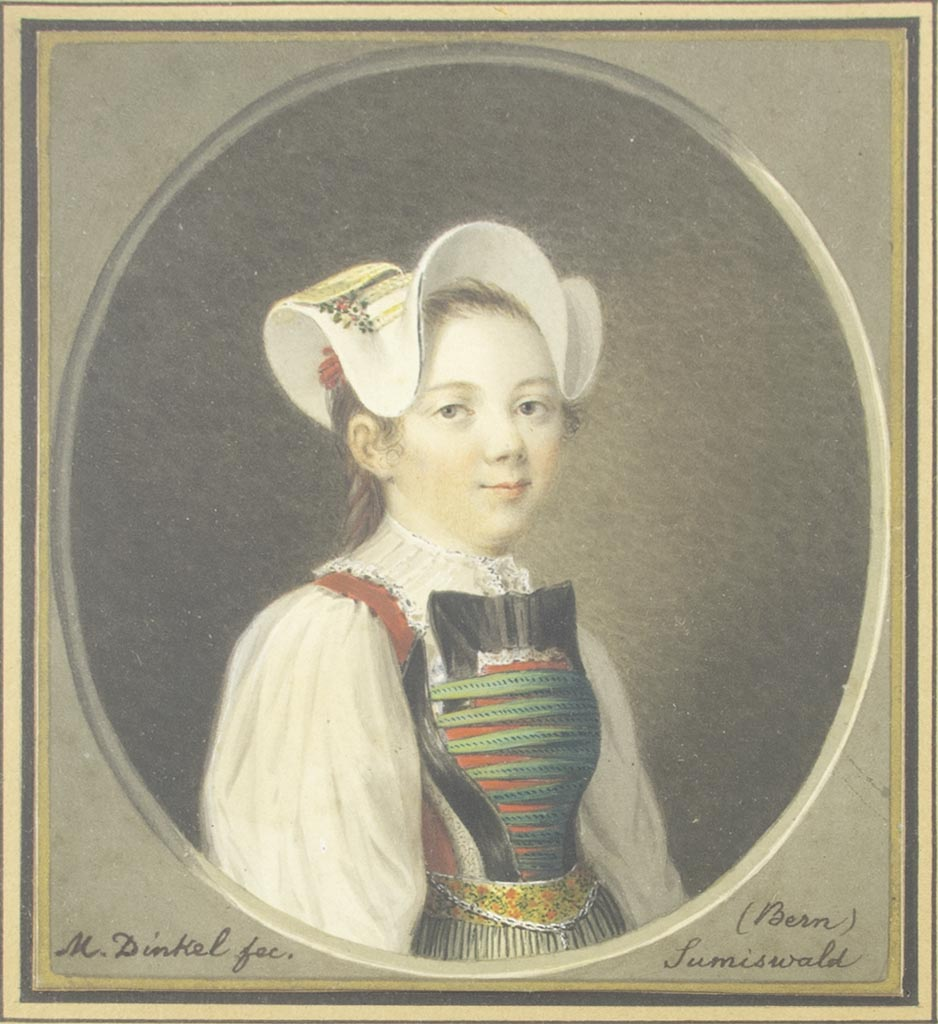
Markus Dinkel: Junge Hauensteinerin mit Schühut

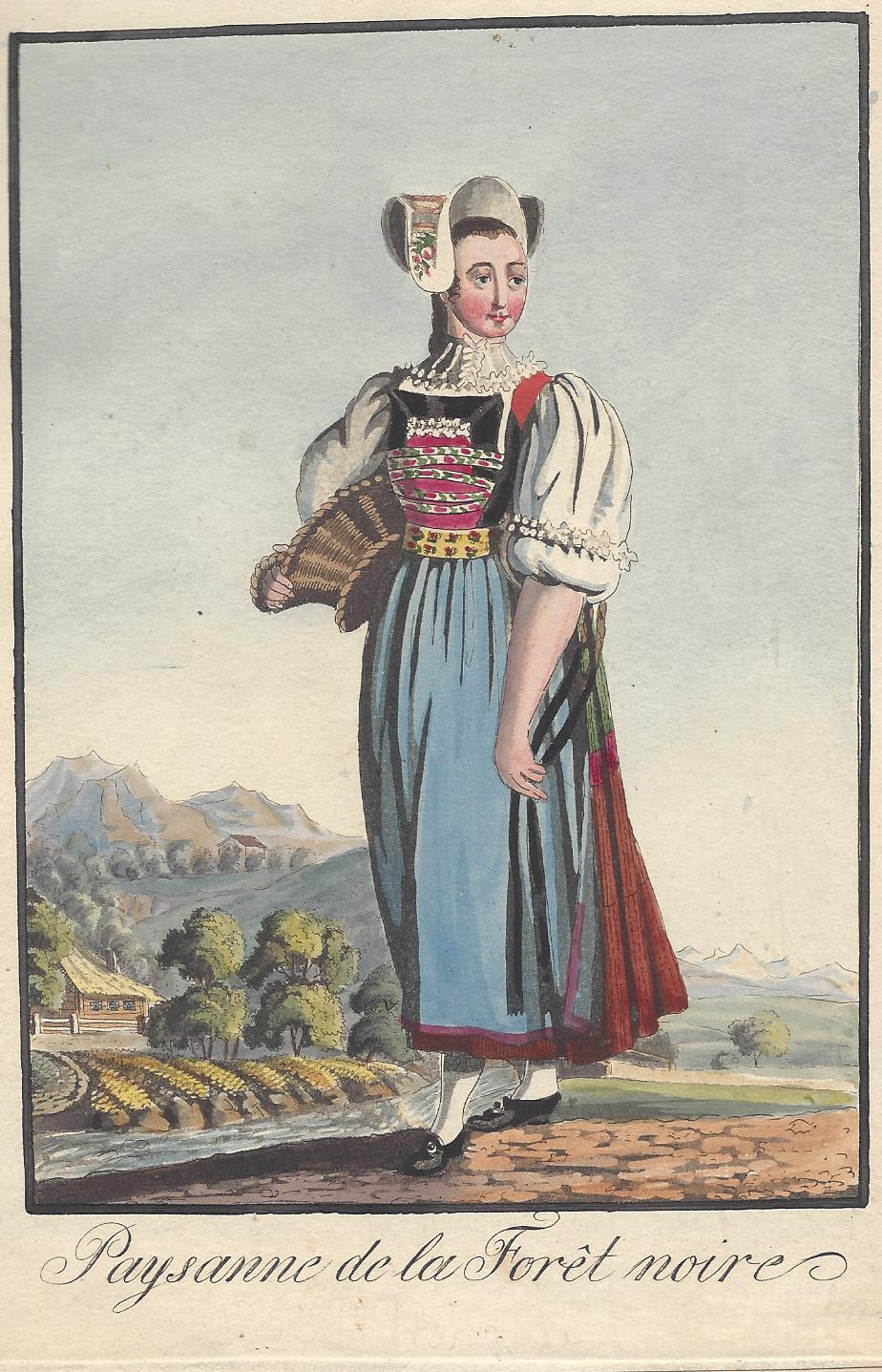
Hauensteinerin mit Schühut, nach Dinkel um 1800

Als Schühut wurde eine weibliche Kopfbedeckung bezeichnet, die seit etwa 1750 in der Grafschaft Hauenstein und der Stadt Waldshut im Südschwarzwald als sommerlicher Sonnenschutz auf den Feldern getragen wurde. In der zweiten Hälfte des 18. Jahrhunderts war er trotz seiner nur umschriebenen lokalen Verbreitung noch vor dem Bollenhut ein Kennzeichen des Schwarzwalds. Das männliche Pendant zum Schühut war der Schnozhut.

## Namensgebung und  weitere Bezeichnungen
Der Name Schühut bedeutet „Sonnenscheinhut“. Eine andere Bezeichnung war Schnörenhut kommt von „Schnöre“ mit der Bedeutung Schnurre oder Rüssel. Die Bezeichnung Schnozhut leitet sich von „Schnoz“ mit der Bedeutung Schnauze ab.

## Der Schühut als Teil der Volkstracht
Der originell wirkende, vierwinklige, an den Kanten aufgekrempte Strohhut mit niedrigem Gupf hatte einen Überzug aus weißer Kalkfirniss. Der Hut stand unter einer inneren Spannung, der einen Reflexmechanismus zuließ, mit dem er in eine Kugelform geklappt werden konnte. Die frühen Darstellungen zeigen noch einen einfachen Strohhut mit gewellter Krempe. In den 1780er Jahren wurden die Wellen zu der charakteristischen Form hochgezogen und rechts mit einer Strebe an der Kuppe fixiert.
Der Unterschied zum gleich geformten und ebenfalls gekalkten Schnozhut der Männer bestand lediglich in einer Kunstblumenapplikation an den vorderen Stirnlappen. Frühe Darstellungen des Hauensteiner Sonnenscheinhutes vor 1800 zeigen ein Unisex-Modell.
Unter dem Schühut wurde oft eine Haube oder Kappe getragen, die unter dem Kinn gebunden wurde. An Festtagen wurde dagegen von den ledigen Frauen ein geschmückter kronenartiger Kopfaufsatz, der sogenannte Schäppel, benutzt.

## Das Verschwinden des Schühutes
Seit der Mitte des 19. Jahrhunderts werden der Schühut und der Schnozhut nicht mehr getragen. Zunächst verlor sich die männliche Variante, der Schnozhut, bis etwa 1820. Joseph Bader berichtete 1843, von Dogern bis Murg sei der Schühut von den Schwarzwälderinnen durch einen kleinen Strohhut ersetzt worden. Die Hauensteiner Tracht finde man nur noch im hinteren Bergland, so in der Gegend von Herrischried. Aber auch hier verlor sich der Schühut noch vor der Wende zum 20. Jahrhundert. Die Fertigungsprozesse gerieten in Vergessenheit. Lediglich einzelne Exemplare haben sich in volkskundlichen Sammlungen der regionalen Museen erhalten.

## Der Schühut in der Trachtendarstellung
Eine der frühesten Darstellungen der Hauensteiner Tracht findet sich auf einem mit Juni 1775 datierten Skizzenblatt des Barons Dominique-Vivant Denon, das 2007 bei Christies unter dem Titel A young peasant girl standing in front of a tree versteigert wurde. Der Schühut auf dieser Abbildung zeigt sich noch als flacher Strohhut mit vierfach gewellter breiter Krempe.
Zu den ältesten Darstellungen des Schühutes gehören zwei Kupferstiche nach Zeichnungen von Samuel Gränicher, herausgegeben von Christian von Mechel, der 1783 in seinen „Suite de différens costumes de paysans et paysannes de la Suisse“ ein junges Schwarzwälder Bauernpaar bei der Kornernte in der Rheinebene vor dem Hintergrund des Südschwarzwaldes auf Einzeldarstellungen abbildete. Diese Abbildungen wurden in Frankreich ab 1785 von Jacques Grasset de Saint-Sauveur (1757–1810) in seinen völkerkundlichen Abbildungswerken mehrfach variiert und kennzeichneten in der Zeit um 1800 das Bild der Schwarzwälder. Unter den im Historischen Museum in Bern aufbewahrten Trachtenbildern Joseph Reinharts (1739–1824) finden sich drei Darstellungen von Schühut- und Schnozhuträgern aus dem Jahr 1793. Eine größere Anzahl von Kleinskulpturen mit Schühut tragenden Hauensteiner Landfrauen entstanden um 1800 im Kloster St. Blasien. Die letzten Darstellungen des Schühutes finden sich auf den Bildern des in den 1880er Jahren in Rickenbach ansässigen Heimatmalers Johann Baptist Tuttiné (1838–1889). Ob der Schühut zu dieser Zeit noch getragen wurde, ist fraglich. Tuttiné rekonstruierte in vielen Fällen und ließ bei Bedarf alte Trachten nachschneidern.